# Zelus nugax
Zelus nugax är en insektsart som beskrevs av Carl Stål 1862. Zelus nugax ingår i släktet Zelus och familjen rovskinnbaggar. Inga underarter finns listade i Catalogue of Life.